# Steve Gunn
Steve Gunn is een Amerikaanse muzikant, songwriter en producer. Zijn muziek is een mengeling van muziekstijlen zoals psychedelica, folk, country, funk en oosterse muziek.  Hij heeft met heel verschillende muzikanten samengewerkt.

## Biografie
Gunn maakte van 2005 tot 2007 deel uit van de band GHQ, waarvan het album Heavy elements het bekendst is. Deze band speelde akoestische muziek met Indiase raga en Appallaches folk. Daarna heeft hij een aantal soloalbums uitgebracht. In 2010 vormde hij samen met de drummer John Truscinsky het Gunn-Truscinski Duo, dat drie studioalbums en het livealbum Live at the Night Lite heeft uitgebracht. De muziek op deze albums wordt alleen gespeeld door drums en gitaar, met op het derde album ook een synthesizer. Deze experimentele muziek klinkt bevreemdend en soms ook wat oosters. In 2011 heeft Gunn samen met de experimentele free jazz-band Sun City Girls het album Not the spaces you know, but between them opgenomen.
Gunn sloot zich in 2012 aan bij Kurt Vile (voormalig lid van de indie-rockband The War on Drugs) en diens band The Violators. Samen met hen ging hij op een uitgebreide tournee. Daarna nam hij het album Time Off op, met onder meer drummer John Truschinsky, bassist Justin Tripp en celliste Helena Espvall. In 2013 bracht hij ook het album Golden Gunn uit, samen met Hiss Golden Messenger (de artiestennaam van de Californische singer-songwriter Michael C. Taylor).
In 2014 maakte hij een album met gitarist Mike Gangloff. Later dat jaar maakte hij samen met Mike Cooper het album Cantos de Lisboa, met grotendeels akoestische muziek. In 2015 nam hij een country- en bluegrassalbum op met The Black Twig Pickers onder de titel Seasonal hire. Dat album werd live in de studio opgenomen. Eind 2015 bracht Gunn een vinylboxset uit samen met Kurt Vile, onder de naam Parallellogram. In 2016 nam hij een livealbum op met indiefolkzangeres Angel Olsen, getiteld Live at Pickathon.
Zijn meest recente album is The unseen in between (een mengeling van folk, Indische raga, gitaarpop en Americana). De muziek op dit album is toegankelijker en melodieuzer dan die op de meeste voorgaande albums. Alle nummers van dat album zijn geschreven door Gunn.

## Discografie

### Albums

#### Steve Gunn
- Steve Gunn (2007)
- Sundowner (2008)
- Boerum Palace (2009)
- End of the City (2009) (met Shawn David McMillen)
- Not the spaces you know, but between them (2011) (met Sun City Girls)
- Golden Gunn (2013) (met Hiss Golden Messenger)
- Time Off (2013)
- Cantos De Lisboa (2014) (met Mike Cooper)
- Melodies for a Savage Fix (2014) (met Mike Gangloff)
- Way Out Weather (2014)
- Wawyanda patent (2014) (met Black Dirt Oak)
- Seasonal Hire (2015) (met The Black Twig Pickers)
- Parallellogram (2015) (met Kurt Vile)
- Eyes on the Lines (2016)
- Live at Pickathon (2016) (met Angel Olsen)
- The Unseen In Between (2019)

#### GHQ
- Cosmology of eyes (2005)
- Heavy elements (2006)
- Chrystal healing (2007)

#### Gunn-Truscinski Duo
- Sand city (2010)
- Ocean parkway (2012)
- Bay head (2017)
- Live at the Night Light (2011)